# Zelindopsis illita
Zelindopsis illita är en tvåvingeart som först beskrevs av Villeneuve 1916.  Zelindopsis illita ingår i släktet Zelindopsis och familjen parasitflugor. Inga underarter finns listade i Catalogue of Life.